# Adelphopoiia

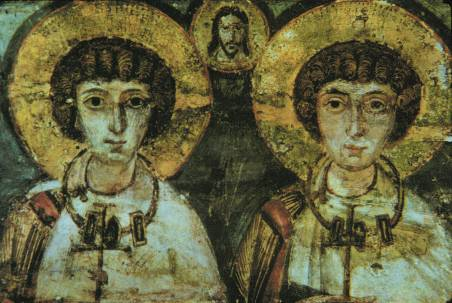
Saint Serge et saint Bacchus.

L’adelphopoiia ou adelphopoiesis (du grec ἀδελφοποίησις, dérivé de ἀδελφός (adelphos) « frère » et de ποιέω (poieō) « faire ou créer », dont la transcription littérale est « faire frère ») est l'adoption comme frère ou sœur d'une personne étrangère à sa famille ou une cérémonie de tradition chrétienne d'union entre deux personnes de même sexe. 
Avant tout, l’adelphopoiia est considérée comme une relation spirituelle entre deux personnes, créée par des prières, un rituel et un banquet. Elle était pratiquée dans l'Empire romain d'Orient et aurait aussi été pratiquée en Occident sous d'autres formes ou appellations. Elle pouvait aussi servir à confirmer une amitié ou l'obligation d'aide et de soutien mutuel entre deux personnes unies par un tel serment. Enfin, elle pouvait servir à constituer une clientèle. De telles unions ont été approuvées pendant un certain temps, puis réprouvées par l'Église chrétienne orthodoxe. Le point important est qu'elles permettaient le rapprochement de deux êtres par une volonté commune de procéder à une cérémonie sanctifiée, devant témoin.

## La cérémonie de l’adelphopoiia
Il existait dans la culture romaine antique des unions permettant de faire frère et cette tradition s'est perpétuée jusqu'au Moyen Âge, mais fut proscrit pour les moines par la règle monastique de saint Basile vers le VIIIe ou le IXe siècle dans le secteur romain d'Orient, mais qui persista quand même jusqu'au XIe siècle.
Les principales traces sur le sujet dans le bassin méditerranéen oriental de la pratique de ce rite nous parviennent de l'union des saints Serge et Bacchus, des deux Théodore ou du récit de la vie de Basile Ier et de son ascension dans la société byzantine.
La cérémonie en soi n’est jamais complètement décrite mais l'on peut, en regroupant les différentes sources, comprendre que les deux hommes voulant s'unir à travers le rituel de l’adelphopoiia devaient entrer ensemble dans l'église, poser leurs mains jointes sur l'autel, le prêtre procédait ensuite à des prières et finalement, il leur demandait de réciter un sermon confirmant leur union et la création de leur lien fraternel.
Un contrat basé sur le droit romain d'adoption collatérale pouvait aussi être rédigé et signé avant la tenue de la cérémonie, mais il ne permettait pas de mettre les biens en commun. De plus, la contraction de lien par la cérémonie de l’adelphopoiia était soumise à la potestas du père tout comme une union maritale.
À la suite de la cérémonie ecclésiastique, on tenait généralement un banquet pour fêter l'évènement. De telles festivités laissent croire que ce rituel ne devait concerner que les hommes des classes plus aisées, telles que les élites et notabilités et non pas les paysans ou les pauvres. Nous pouvons par exemple citer le cas de Basile Ier, qui gravit les échelons de la société byzantine grâce à ce genre d'union, évoquant la théorie du lien clientéliste ou d'une relation entre mécène et protégé.

## Les théories sur les raisons de la tenue du rite de l’adelphopoiia

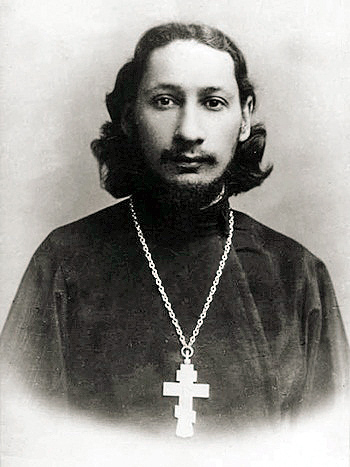
Le prêtre orthodoxe Paul Florensky.

### L’Adelphopoiiadans la religion chrétienne selon Paul Florensky
Le polymathe, prêtre et néo-martyr Paul Florensky offre une description de la cérémonie de l’adelphopoiia dans son ouvrage The Pillar and the Ground of The Truth: An Essay in Orthodox Theodicy in Twelve Letters, qui inclut une section complète sur la conception de l'amitié dans la religion chrétienne orthodoxe.
Paul Florensky décrit l’amitié chrétienne traditionnelle exprimée dans l’adelphopoiia comme une molécule communautaire plutôt que comme un individualisme atomiste. Le couple d'amis est le principe d'actions de cette cérémonie, à l'image de la famille, qui incarnait ce type de molécule dans la communauté païenne. Paul Florensky, dans son exégèse théologique du rite de l’adelphopoiia, décrit l'amitié chrétienne comme un chevauchement de l'amour agapê (amour du prochain) et philia (relation d’estime mutuelle), mais excluant l'attirance érotique, restant ainsi dans la perspective de l'amitié chrétienne chaste ou caritas.
Finalement, il note que ces cérémonies consistaient en prières, lectures religieuses et en un rituel impliquant la participation à un don eucharistique préalablement sanctifié.

### Adelphopoiiaet création de réseaux de liens sociaux selon Évelyne Patlagean
La christianisation engendre des changements dans l'élaboration de lien social. On passe de liens sociaux fondés sur des relations civiques à des associations relationnelles volontaires, telles que les filiations spirituelles ou les fraternités spirituelles. C’est ce qu'affirme Évelyne Patlagean dans son article « Christianisation et parentés rituelles : le domaine de Byzance », qui y décrit les liens établis par les cérémonies telles que l’adelphopoiia :

« Fondés sur la génération charnelle, sur l'alliance ou sur le choix, antique ou nouveau, tous ces liens offrent au terme de l’élaboration historique des caractéristiques communes : ils sont créés par un acte décisif et contraignant de l’Église, assorti d’effets civils qui peuvent d’ailleurs faire l’objet d’un contrat ; leur création entraîne à son tour des interdits de mariage ; en revanche, ils fondent des solidarités positives qui jouent un rôle non négligeable en divers lieux de l’organisation sociale et politique byzantine. »

Elle présente la cérémonie de l’adelphopoiia comme la manière de former des alliances politiques, par le biais du mariage rituel entre fils de famille des classes supérieures. Rappelons que les parentés ont été très importantes dans le système social byzantin. Cela s'apparenterait à un système de clientélisme par adoption spirituelle afin de se baser sur des relations de confiance.
L’adelphopoiia semble aussi avoir été utilisé comme moyen de faire des donations par parrainage, Évelyne Patlagean évoque le cas de Michel IV qui aurait effectué des parrainages spirituels dans le but de guérir son épilepsie.
Finalement, elle soulève la similitude marquée entre la cérémonie de filiation baptismale servant à rejoindre un réseau social chrétien, et la cérémonie de filiation adoptive, qui permet le même genre d'accession basé sur un rituel demandant une constriction spirituelle équivalente, thèse aussi appuyée par l’historien Joseph H. Lynch dans son ouvrage God Parents and Kinship in early Medieval Europe.

### Les «unions de mêmes sexes» ou la théorie de Boswell
Le rituel de l’adelphopoiia a gagné l'attention du public après que l'historien américain John Boswell a publié en 1994 l'ouvrage Same-Sex Unions in Pre-Modern Europe (Les unions du même sexe dans l'Europe antique et médiévale, traduction française publiée en 1996), où il soulève l'hypothèse controversée selon laquelle la cérémonie de l’adelphopoiia aurait eu pour but d'unir deux personnes de même sexe dans une union de type maritale, sans pourtant être considérée par la loi comme une union maritale.
La thèse de Boswell suggère donc un parallèle potentiel aux constructions modernes de l'identité sexuelle, bien que les rites de l’adelphopoiia mettent explicitement en évidence la nature spirituelle de l'union et ne laissent que suggérer la nature plus profonde et érotico-romantique de cette union.
Sa théorie est très contestée par ses pairs, notamment l'historienne Claudia Rapp qui s’oppose à cette théorie dans un numéro spécial de la revue scientifique catholique Traditio. L'œuvre de Boswell a également été contestée par la communauté religieuse, et particulièrement par l'Église orthodoxe grecque, qui considérait le travail de Boswell comme une appropriation culturelle américaine moderne de cette tradition. L'Église orthodoxe grecque traduit la cérémonie de l’adelphopoiesis comme une « fraternisation » ou « faire frère », impliquant une amitié chaste et excluant toute proximité sexuelle dans l'union spirituelle que forme ce rite.
Plusieurs historiens critiquent la méthodologie et les conclusions de Boswell, tels que le prêtre orthodoxe et traducteur Archimandrite Ephrem Lash dans le numéro de février 1995 de Sourozh. Selon Ephrem, Boswell traduit mal, interprète mal, organise tendancieusement les textes et sa connaissance de la liturgie orthodoxe laisse à désirer. En ce qui concerne la prétention centrale de Boswell, qui affirme avoir trouvé des preuves de l'utilisation de couronnes de mariage dans le rite de l’adelphopoiia, constituant selon lui la preuve de l'union maritale accomplie dans cette cérémonie, Ephrem note que ce que le texte dit, s'il est traduit littéralement, est « [qu'] il est inadmissible pour un moine d'être le parrain (anadochos, terme grec voulant dire parrain) d’un enfant lors d'un baptême, de tenir une couronne de mariage ou de réaliser une cérémonie d’adelphopoiia. ». Ainsi, il est interdit aux moines d'agir comme parrains lors des baptêmes, de soutenir des couples mariés ou de contracter des unions fraternelles. Ces règles constituent le schéma de comportement normatif qu'un moine doit adopter, s'il respecte la restriction de toute relation terrestre telle que son rang et la foi le demande. 
Le linguiste serbe Miodrag Kojadinović dit : « Le livre de Boswell est un traité scientifique abondant de références, mais il part d'une prémisse qui me paraît insuffisamment prouvée. Il choisit de voir, à partir de preuves relativement maigres, une relation très idiosyncrasique sanctionnée par certains groupes ethniques comme précurseurs des mariages blancs des « California bunnies », allant jusqu'à désigner l'empereur Basile comme un « gros morceau », négligeant le fait que l'adelphopoiia peut se faire par simple invocation :« Mon frère par Dieu ! En cas de péril, un ennemi devient soudain un allié. ».

## Un problème d'interprétation
Le principal problème soulevé par les différents historiens ayant travaillé sur l’interprétation du rite de l’adelphopoiia est l’ambiguïté des termes, du vocabulaire et des expressions utilisés dans la définition de la cérémonie de l’adelphopoiia. C’est d’ailleurs la principale critique que l’on adresse à l’ouvrage de Boswell qui a transmis des textes et traductions en grec et en slave (comme le terme slave Bratotvorenie, qu'il associe à l'adelphopoiia) de quelques versions de la cérémonie de « fraternisation ». L’historienne allemande Claudia Rapp et d'autres ont contesté l'exactitude de ses traductions. Boswell a nié le fait que l’adelphopoiia devrait être traduit exactement par « mariage homosexuel », mais il a soutenu que « fraterniser » ou « faire des frères » était une traduction « anachronique littérale » et a proposé « union de même sexe » comme approche préférable. La préférence de Boswell était problématique pour les canonistes orthodoxes, ainsi que pour des spécialistes tels que Claudia Rapp, qui soutenaient qu'il s'agissait d'une épistémologie laïque moderne anachronique et anthropologique, différente du christianisme traditionnel.
L’ambiguïté réside donc principalement dans l’interprétation des différentes variétés et formes d’amour, d’attachement et d’amitié dans la société byzantine. L’amitié ou l’amour peut être divisé en quatre catégories. La philia physikon associé à l’amour filial, la philia hetairikon associé à la camaraderie, la philia erotikon qui est traduit par l’amour érotique et finalement, la philia xenikon qui est traduite par l’hospitalité ou pseudo-parenté, mais reste ambiguë. L’interprétation semble obscurcie par notre conception moderne de l’union et de l’amitié, comme l’a soulevé Claudia Rapp.